# Río Teles Pires
El río Teles Pires (o río São Manuel) es un largo y caudaloso río amazónico brasileño que, al unirse con el río Juruena, forma el río Tapajós. Discurre a través de los estados de Mato Grosso y Pará y su longitud es de 1.370 km. Forma parte del sistema fluvial Tapajós—Teles Pires, que tiene una longitud total de 2.221 km.

## Geografía
El río Teles Pires nace en la sierra Azul, algo al norte de la localidad de São Manuel, en el estado de Mato Grosso. Discurre en dirección norte, sin que sus aguas bañen ninguna localidad, aunque pasa cerca de Arracatuba, Sorriso o Sinop. En este tramo alto, recibe los ríos Paranatinga y Celeste. En el curso medio recibe por la izquierda el río Verde (310 km), un poco antes de llegar a la cacheira Caiabi, la primera de un tramo muy accidentado. Pasa cerca de Itauba y de Alta Floresta, donde gira en dirección noroeste, y recibe los ríos Nhandu y Cristalino. Viene luego el tramo final, de más de 300 km en que forma frontera natural entre los estados de Mato Grosso y Pará. Aquí si baña las localidades de San João de Paraná, Pereriniha y Barra de São Manuel, donde se une al río Juruena para dar nacimiento al río Tapajós. En este último tramo recibe los afluentes de Peixoto de Azevido, Sao Benedito y Cururu-Açu.
El curso bajo forma parte de la hidrovía Tapajós-Teles Pires, en concreto un tramo de 192 km que va desde la confluencia con el río Juruena hasta la zona de cacheiras. Tiene buenas condiciones de navegación, con un calado de 1,5 m.